# Juan Álvarez (historiador)

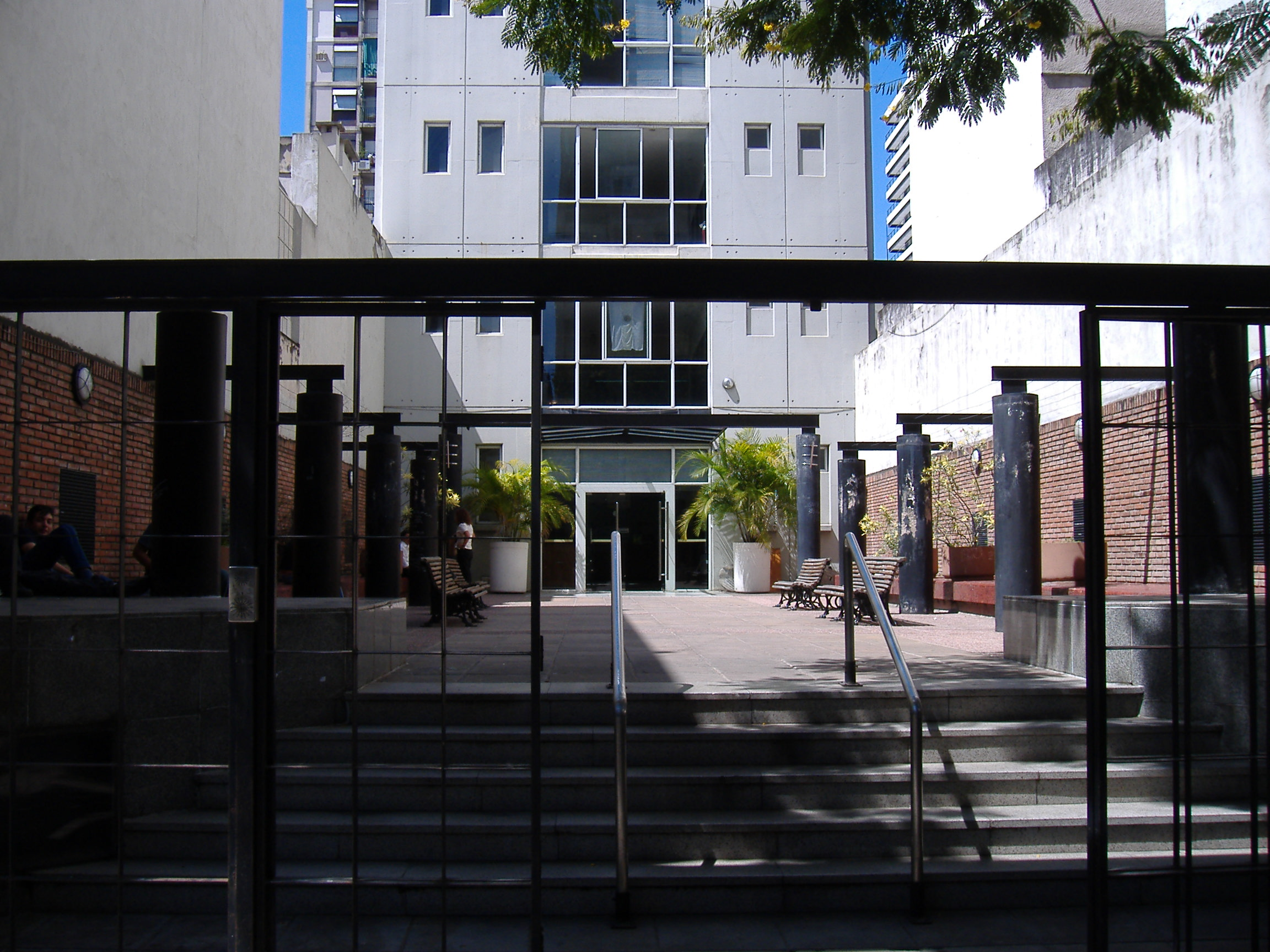
Entrada principal a la Biblioteca Argentina, calle Presidente Roca, Rosario.

Juan Álvarez (Gualeguaychú, 3 de septiembre de 1878 - Rosario, 8 de abril de 1954) fue un abogado, juez e historiador argentino.
Álvarez llega al mundo en un momento de intensa inmigración de pueblos enteros a América. Su padre, Serafín Álvarez, era un exiliado de la Primera República Española (1873-1874); por lo que en su familia eran comunes las discusiones sobre la sociedad, política y religión. Serafín había llegado a Buenos Aires acompañado por su esposa Felipa y su hijo Clemente. Estudió en la Facultad de Derecho en Buenos Aires, donde se generaban las clases dominantes. Su tesis doctoral versó sobre la capacidad de las provincias para cobrar impuestos, sin que el gobierno nacional intervenga.
Luego de graduarse, alternó una trayectoria profesional y académica con viajes por diversos países incluidos Nueva Zelanda y Tahití.
Durante su vida fue testigo de la dinámica y rápida ascensión de la ciudad en el concierto de otras ciudades de la provincia de Santa Fe, e hizo amigos en la elite profesional y comercial, tanto como con otros intelectuales argentinos. Era un liberal, opuesto al nacionalismo y a las tradiciones conservadoras.

## Vida intelectual
Álvarez fue doctor en Jurisprudencia. Ejerció como profesor en el Colegio Nacional de Rosario.
En su primer libro, Orígenes de la música argentina (1908), se dedica a reñir el nacionalismo telúrico dominaba en las vísperas del Centenario. Su objetivo era demostrar cómo un elemento cultural como la música no era susceptible de ser buscado desde el fondo de los tiempos, al igual que tampoco las raíces de la nacionalidad, que era para él un elemento momentáneo en la vida histórica. Así argumenta que las raíces de una nacionalidad deberían sostenerse en el futuro. Este tópico era especialmente relevante debido a la ola de nacionalismo que tenía lugar cerca del centenario del comienzo de la emancipación de Argentina, del reino de España (la Revolución de Mayo de 1810). En su Ensayo sobre la historia de Santa Fe, insiste en que la historia argentina no existía antes de 1853 (año de la jura de la Constitución de la Nación Argentina).
En 1913 Álvarez es fundador y primer director ad-honorem en Rosario de una biblioteca pública conocida bajo el nombre de Biblioteca Argentina. Ésta, la más grande de la ciudad, actualmente lleva su nombre: Biblioteca Argentina «Dr. Juan Álvarez». Además, fue el primer presidente de El Círculo, y otras tantas instituciones culturales de la ciudad como el Instituto Social. También fue autor del primer proyecto de Universidad Nacional de Rosario, presentado en el parlamento por Joaquín V. González en 1913; y de un Instituto de Ciencias Políticas para formar cuadros en la administración pública. Ambas iniciativas se malograron, o como en el caso de la Universidad, subsumida en la creación de la Universidad Nacional del Litoral, en 1919.
En 1914 Álvarez escribió sobre las guerras civiles en Argentina, desde un punto de vista económico, y poniendo una explícita mirada para prevenir similares situaciones en el futuro. La Primera Guerra Mundial y la Revolución Rusa de 1917 afectaron su pensar sobre el liberalismo, escribiendo crítica sobre ese movimiento y sus limitaciones. Similar crisis vivió con la Ley Sáenz Peña del voto secreto y universal compulsivo; y la revolución conservadora de 1930. Álvarez se volvió hacia el conservadurismo, molesto por los nuevos desarrollos entre los ciudadanos, las instituciones y el estado.
Fue profesor en la Facultad de Ciencias Económicas de la Universidad Nacional del Litoral.
Fue miembro de la Academia de la Facultad de Derecho y Ciencias Sociales, primer presidente de la filial Rosario de la Junta de Historia y Numismática Americana —que luego se llamó Academia Nacional de la Historia— y miembro correspondiente de la Academia Argentina de Letras.
En 1943, escribió Historia de Rosario (1689-1939), donde, como en otros trabajos, interactúa con la geografía, la economía y la política, considerado un trabajo fundacional, introduciendo el concepto de la ciudad como un sujeto de estudio, dando comienzo a la identidad local, sin forzar referencias a lo nacional. Su tesis acerca de las relaciones asimétricas entre su ciudad adoptiva, Rosario, y la ciudad capital Santa Fe, oponiendo el dinamismo a lo formal (debido a un pasado colonial y a su clase aristocrática) y las tradiciones burocráticas. Esa idea es aún considerada válida y continúa en el discurso popular e intelectual.

## Funciones públicas
Desde 1902 trabajó en los Tribunales Federales de Rosario, como secretario de juzgado, defensor y fiscal. Fue director del censo municipal de Rosario.
Juez federal, y luego miembro de la Cámara Federal de Rosario, culminó su carrera como procurador general de la Nación entre 1935 y 1947.
El 13 de octubre de 1945 el presidente Edelmiro J. Farrell, en un momento de gran convulsión política, le propuso que formara un gabinete como una suerte de primer ministro, siguiendo así una sugerencia del dirigente radical de Córdoba Amadeo Sabattini. Se trataba de una solución de compromiso, en la cual —sin transferir el poder a la Corte Suprema de Justicia como lo exigían vastos sectores civiles— se encomendaba a un civil de prestigio la conducción del proceso que desembocaría en las elecciones.
Álvarez se tomó un día para hacer consultas antes de aceptar el cargo, y cuatro días más de consultas para elegir los candidatos. Además del Ministerio del Interior, reservado al propio Álvarez, los otros cinco puestos serían ocupados por dirigentes conservadores, y de destacada —y, en varios casos, muy cuestionada— actuación durante la Década Infame. La lista fue entregada al presidente Farrel en la Casa Rosada, en horas de la noche del 17 de octubre. En ese momento, una enorme manifestación ocupaba la plaza de Mayo, una movilización popular que pocas horas después lograba el desplazamiento de los adversarios de Juan Domingo Perón en el gobierno. Su gestión se había tornado extemporánea.
Fue cesado en su cargo de procurador general de la Nación el 30 de abril de 1947 mediante un juicio político que comprendió igualmente a los jueces de la Corte Suprema de Justicia.
Falleció en Rosario en 1954.

## Obra escrita
Entre sus obras más valiosas, se pueden contar:
- Ensayo sobre la historia de Santa Fe (1909)
- Estudio sobre las guerras civiles argentinas (1914)
- Valores aproximados de algunas monedas hispano-americanas (1479-1771) (1917)[3]
- El problema de Buenos Aires en la República Argentina (1918)
- The problem of peace (1920)[4]
- Estudio sobre la paz mundial (1923)
- Estudio sobre la desigualdad y la paz (1927)
- Temas de Historia Económica Argentina (1929)
- El problema de la ignorancia del derecho (1939)
- Policía desamparada (1940)
- Historia de Rosario (1943)
- A quién corresponde el gobierno de nuestro idioma? (1943)[5]
- Defensa del procurador general de la Nación ante el honorable Senado  (1946)[6]
- Trastienda de la emancipación argentina. (1967)[7]

## Homenajes
Desde 1970 y conforme al decreto provincial 2912/69, se convocan ininterrumpidamente los Premios Trienales de Literatura, destinados a distinguir y compensar la producción editada e inédita de los escritores de la provincia, previéndose la cobertura en forma rotativa de los tres géneros de la creación literaria: José Pedroni (poesía), Alcides Greca (narrativa) y Juan Álvarez (ensayo).
La Secretaría de Cultura de la provincia de Santa Fe llama a concurso para optar a los Premios Provinciales «Juan Álvarez», que estarán dedicados a ensayos de temática literaria, en las categorías de obras editadas e inéditas.
El premio único para obras editadas es de 5000 pesos argentinos y para obras inéditas consiste en la publicación de la obra, con una tirada mínima de 500 ejemplares.